# Witold Komierowski
Witold Adrian Roger Komierowski, ps. „Kot”, „Niedźwiedź”, „Wilkołak”, „Sulima” (ur. 9 stycznia 1888 w Warszawie, zm. 19 grudnia 1954 w Jaktorowie) – pułkownik piechoty Wojska Polskiego, dowódca IV Odcinka Organizacji Dywersyjnej „Wachlarz” Związku Walki Zbrojnej – Armii Krajowej, a następnie Inspektoratu Centralnego Narodowych Sił Zbrojnych, kawaler Orderu Virtuti Militari.

## Życiorys
Witold Adrian Roger Komierowski urodził się 9 stycznia 1888 roku w Kraszewie, gm. Klembów, pow. Radzymin, w rodzinie Stanisława i Zofii z Kołakowskich. W latach 1895–1898 uczęszczał do szkoły powszechnej w Górze Kalwarii, a następnie Gimnazjum Realnego w Łowiczu, które ukończył w 1908 roku.
W 1909 roku został powołany do służby w Marynarce Wojennej Imperium Rosyjskiego. Uczył się w Oficerskiej Szkole Rezerwy Marynarki Wojennej we Władywostoku, a w 1910 roku pływał przez 2 lata na kontrtorpedowcu.
W 1912 roku podjął pracę w Dyrekcji Okręgowej Poczt i Telegrafów w Warszawie. Po wybuchu I wojny światowej wstąpił ochotniczo do Legionu Puławskiego. W stopniu kapitana objął dowodzenie jednej z jego kompanii strzeleckich. 22 czerwca 1915 roku został ranny w bitwie pod Michałowem. Następnie został dowódcą kompanii karabinów maszynowych w Brygadzie Strzelców Polskich. W 1917 roku objął funkcję dowódcy batalionu w 1 Dywizji Strzelców Polskich. Po utworzeniu I Korpusu Polskiego w sierpniu 1917 roku, został wykładowcą w korpuśnej Szkole Podchorążych Piechoty. W czerwcu 1918 roku Korpus został rozwiązany, a kpt. Komierowski udał się do Murmańska, w drodze do którego aresztowali go bolszewicy. Był więziony m.in. w więzieniu w Moskwie na Butyrkach.
Zwolniony wskutek interwencji Międzynarodowego Czerwonego Krzyża przedostał się do Polski. Został m.in. komendantem Polskiej Organizacji Wojskowej w Zambrowie, a w grudniu 1918 roku objął funkcję dowódcy kompanii szturmowej w 1 Dywizji Litewsko–Białoruskiej. W kwietniu 1919 roku został przeniesiony do Kowieńskiego Pułku Strzelców. Uczestniczył w wojnie polsko-bolszewickiej jako dowódca batalionu w swojej jednostce.

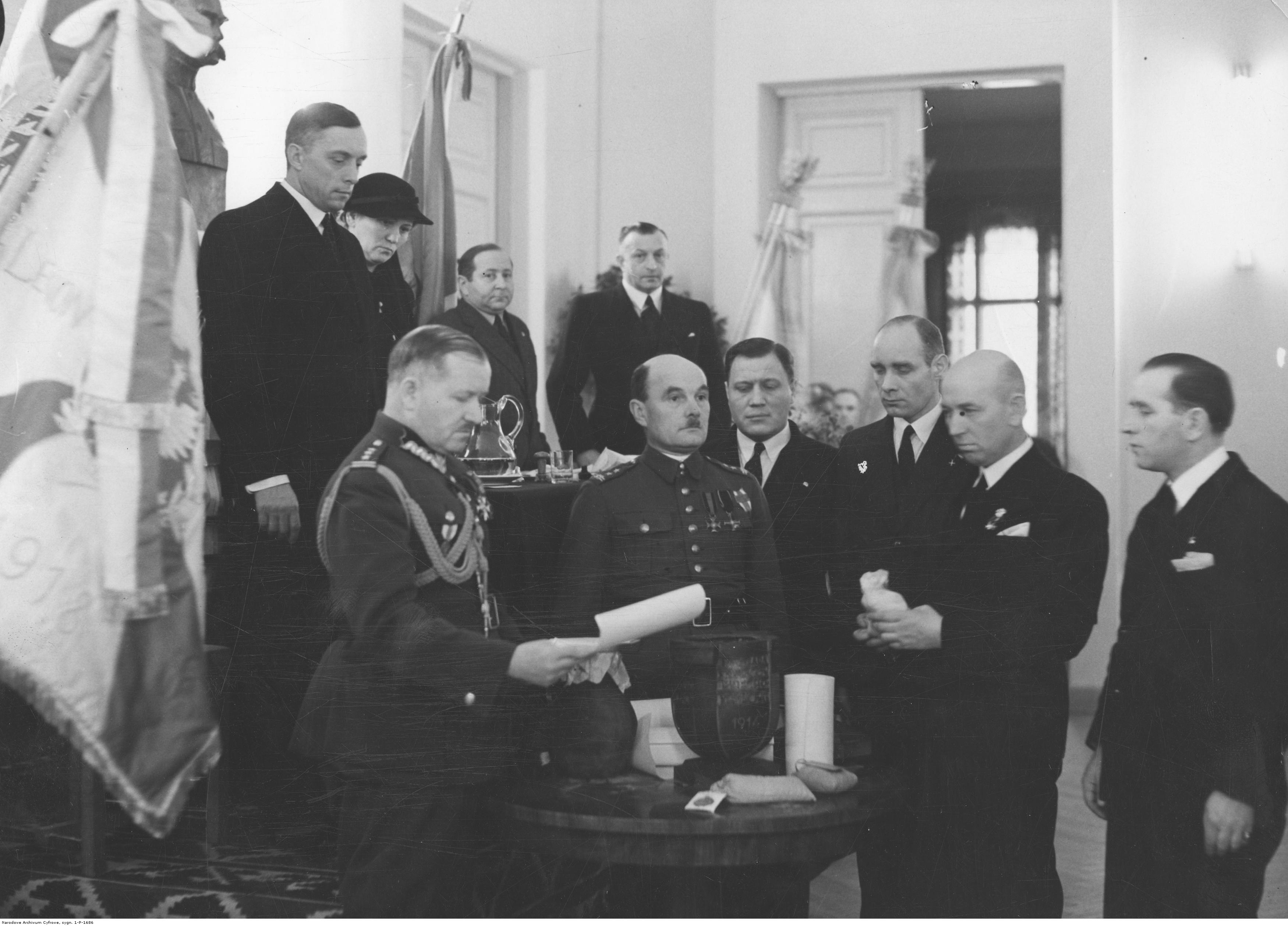
Zjazd Związku Legionistów Puławskich w Warszawie 1935; widoczni płk Stanisław Wecki, ppłk Witold Komierowski.

Po zakończeniu działań wojennych pozostał w wojsku, służąc jako referent wyszkolenia, a później dowódca batalionu w 80 pułku piechoty w Słonimiu. 3 maja 1922 roku został zweryfikowany w stopniu majora ze starszeństwem z dniem 1 czerwca 1919 roku i 255. lokatą w korpusie oficerów piechoty. Następnie dowodził II batalionem 63 pułku piechoty w Toruniu. Na tym stanowisku 1 grudnia 1924 roku awansował do stopnia podpułkownika ze starszeństwem z dniem 15 sierpnia 1924 roku i 73. lokatą w korpusie oficerów piechoty. W międzyczasie ukończył półroczne studium wyższych dowódców przy Wojskowej Misji Francuskiej w Warszawie. Od 1925 roku pełnił służbę w 61 pułku piechoty na stanowisku dowódcy III batalionu. 15 sierpnia 1926 roku został wyznaczony na stanowisko dowódcy 1 batalionu strzelców w Chojnicach. 5 maja 1927 roku został wyznaczony na stanowisko zastępcy dowódcy 41 pułku piechoty w Suwałkach, a 29 stycznia 1929 roku został mianowany dowódcą tego pułku. 18 czerwca 1930 roku został przeniesiony na stanowisko dowódcy 53 pułku piechoty w Stryju. W 1931 roku ukończył kurs dowódców pułków w Centrum Wyszkolenia Piechoty w Rembertowie. 23 marca 1932 roku otrzymał przeniesienie do Dowództwa Okręgu Korpusu Nr VIII w Toruniu na stanowisko inspektora poborowego. W marcu 1934 roku został zwolniony z zajmowanego stanowiska i oddany do dyspozycji dowódcy Okręgu Korpusu Nr VIII. Z dniem 31 lipca 1934 roku został przeniesiony w stan spoczynku. Zamieszkał w Piastowie.
W przeddzień wybuchu wojny obronnej 1939 roku (29 sierpnia) został powołany do służby czynnej w armii. Być może mianowano go dowódcą nowo formowanej Warszawskiej Brygady Obrony Narodowej. 3 września awansowano go do stopnia pułkownika. Miał brać udział w walkach z Niemcami pod Łowiczem, Sochaczewem i Błoniami. Następnie został dowódcą załogi Cytadeli w ramach garnizonu Warszawy, podlegały mu też ośrodki zapasowe 14 Dywizji Piechoty i 25 Dywizji Piechoty. 23 września został ciężko ranny w głowę.
Po kapitulacji Warszawy 28 września uniknął niewoli. Wkrótce zaangażował się w działalność konspiracyjną w ramach Służby Zwycięstwu Polski, a następnie Związku Walki Zbrojnej. Jesienią 1941 roku Komenda Główna ZWZ wyznaczyła go na dowódcę IV Odcinka Wydzielonej Organizacji Dywersyjnej „Wachlarz” ZWZ-AK. W wyniku konfliktu z ppłk. Remigiuszem Grocholskim ps. „Brochwicz”, komendantem „Wachlarza”, odszedł z organizacji w maju 1942 roku. Według ppłk. Grocholskiego został on oddany pod sąd wojenny Wojskowego Sądu Specjalnego KG AK pod zarzutem kłamliwych meldunków o bajecznym stanie ilościowym i uzbrojeniowym i skazany na karę śmierci. W tej sytuacji w październiku 1942 roku płk Komierowski wstąpił do Narodowych Sił Zbrojnych, obejmując funkcję inspektora w Komendzie Głównej NSZ. W styczniu 1944 roku został dowódcą Inspektoratu Centralnego NSZ, obejmującego Okręgi: I Warszawa-miasto, VI Warszawa-województwo i XII Podlaski. Po scaleniu NSZ z AK w marcu 1944 roku, wystąpił później po stronie zwolenników umowy scaleniowej, pomimo uzyskania propozycji mianowania go komendantem nie scalonej części NSZ. Uczestniczył w powstaniu warszawskim jako inspektor bojowy IV Rejonu AK Śródmieście dowodzonego przez ppłk. Stanisława Steczkowskiego ps. „Zagończyk”. Prawdopodobnie został przedstawiony do awansu generalskiego przez zaplecze polityczne NSZ, ale go nie przyjął. We wrześniu ponownie został ciężko ranny. Po kapitulacji powstania jako jeniec wojenny trafił do oflagu II C Woldenberg, gdzie przebywał do wyzwolenia w lutym 1945 roku.
Po zakończeniu wojny podjął pracę jako pełnomocnik oddziału PCK w Kłodzku. Wkrótce został z niej usunięty wraz z gen. w st. sp. Stanisławem Szeptyckim. Pozostawał w czynnej służbie wojskowej, ale na bezterminowym urlopie. W 1950 roku został formalnie przeniesiony w stan spoczynku i zamieszkał w Jaktorowie. Był nękany przez UB rewizjami i przesłuchaniami aż do śmierci 19 grudnia 1954 roku. Pochowany na cmentarzu Powązki Wojskowe w Warszawie (kwatera A18-1- 12).
Pod koniec 2009 roku do Instytutu Pamięci Narodowej w Warszawie została przekazana w darze spuścizna archiwalna po płk. Komierowskim. Zawiera ona m.in. korespondencję i fotografie z okresu I wojny światowej, wojny polsko-bolszewickiej i międzywojnia, dokumenty wojskowe oraz medale i odznaczenia, w tym unikalną odznakę I Legionu Puławskiego. Materiały niniejsze przechowywane są pod numerem spisu zdawczo-odbiorczego IPN BU 2215.

## Ordery i odznaczenia
- Krzyż Srebrny Orderu Wojskowego Virtuti Militari nr 4430 (1922)[17]
- Krzyż Oficerski Orderu Odrodzenia Polski (pośmiertnie, 2006)
- Krzyż Walecznych (czterokrotnie: po raz 1, 2 i 3 w 1921[18])
- Złoty Krzyż Zasługi (10 listopada 1928)[19]
- Krzyż Świętego Jerzego (Imperium Rosyjskie)
- Medal Zwycięstwa („Médaille Interalliée”)